# Els Ullastres (Conca de Barberà)
Els Ullastres és una muntanya de 514 metres que es troba entre els municipis de Pira i Barberà de la Conca, a la comarca de la Conca de Barberà.